# Section Z
Section Z (セクションZ Sekushon Z?) es un side-view Matamarcianos creado por Capcom y lanzado originalmente como un juego para arcades en 1985 . Una versión casera fue lanzada para la Nintendo Entertainment System en 1987 . El arcade original se incluyó en el Capcom Classics Collection Vol. 1 para PlayStation 2 y Xbox.

## Argumento
Ubicado en un año no especificado durante el tercer milenio, el jugador toma el papel de un astronauta enviado para infiltrarse y destruir una estación espacial en órbita cerca de la Tierra que es en realidad la base secreta de un imperio alienígena conocida como la "Balangool".

## Versión arcade
Las maniobras del jugador del ranger del espacio a lo largo de la estación espacial del enemigo, que consta de 26 corredores ordenados alfabéticamente conocidos como "secciones", a partir de la sección A y terminando en la Sección Z. El juego se divide en cinco etapas, cada una compuesta de cinco secciones (con la etapa final que tiene seis secciones para dar cabida a la carta de repuesto). El jugador luchará contra un subjefe al final de cada etapa, para concluir con la batalla final en contra de "L Brain" en la sección Z. El juego se va alternando entre etapas de desplazamiento horizontal (izquierda o derecha) y fases de desplazamiento vertical hacia arriba. El jugador pierde una vida cada vez que es golpeado por el fuego enemigo. Vidas adicionales se pueden obtener si el jugador logra una puntuación lo suficientemente alta. El juego se termina si el jugador pierde todas sus vidas, aunque tendrá la oportunidad de continuar la partida.
Los controles consisten en un joystick de ocho direcciones y dos botones, uno para disparar y el otro para cambiar el objetivo del carácter a la izquierda o la derecha. Esto permite al jugador disparar a una dirección, mientras se aleja hacia el sentido opuesto. El jugador va a disparar su rifle hacia la izquierda o hacia la derecha con el botón de disparo, mientras que arroja bombas a la vez a la tierra. Al destruir ciertos recipientes en forma de cúpula, el jugador puede obtener uno de los tres elementos de encendido representados por letras: S, P y B. S aumenta la velocidad de la movilidad de los jugadores, mientras que P aumenta su poder de fuego; cada uno puede mejorar hasta tres veces. Sin embargo, estos poderes se pierden cada vez que el jugador pierde una vida. El punto B se limitan a dar los puntos de bonificación de jugadores.

## Versión Famicom/NES
Una versión para consola de Section Z fue lanzado para la Nintendo Entertainment System en América del Norte y Europa en 1987. El modo de juego se vio alterado pal portarlo a NES, sobre todo en el diseño de niveles del juego, y en sus controles.
La versión de NES cuenta con tres etapas de 20 secciones cada una (para un total de 60 secciones), que son los niveles de pleno derecho en esta versión, aunque no todas las secciones deben ser visitados para completar el juego. En contraste con las secciones alfabéticas en la versión de arcade, las secciones en la versión de NES se numeran en su lugar. 
La primera etapa comienza en la Sección 00, que es el perímetro exterior de la estación espacial y luego procede a entrar en la sección 01, el primer pasillo real de la base. 
Al final de la mayoría de las secciones, el jugador tendrá la opción de elegir para entrar en uno de los dos transportadores, cada jugador toma una sección diferente de la base. 
Algunos transportistas llevarán al jugador a una sección anterior, mientras que otros no pueden abrirse hasta que el jugador haya cumplido una determinada condición y matarán al jugador si tratan de entrar. El objetivo de cada etapa es destruir los dos generadores de energía ubicadas en diferentes secciones de cada etapa con el fin de abrir el camino a la parte final de cada etapa (secciones 19, 39 y 59, en ese orden) y enfrentarte al jefe.
En lugar de utilizar un botón para disparar y el otro para dar la vuelta, el jugador ahora utiliza un solo botón para disparar a una dirección y la otra para disparar al lado contrario.
El jugador comienza con un rifle láser estándar y se puede actualizar su arma a un Buster Flash (que dispara balas de mediano alcance en tres direcciones) o una Megasmasher (que dispara rayos láser más amplios en forma de V). Cualquier arma puede ser actualizada al Mega Buster, que proporciona ambos, disparos más amplios-de largo alcance en tres direcciones. El jugador también puede obtener una barrera Shield que protegerá al jugador de 32 disparos.
El jugador también tiene un indicador de número que representa su energía restante, que poco a poco se agota cuando el jugador recibe daño de las balas enemigas, o cuando el jugador pierde una vida tocando a un enemigo. Sin embargo, el jugador puede continuar al principio de su sección actual, incluso si pierde toda su vida, siempre y cuando todavía tienen la energía izquierda. 
Cuando se pierde toda la energía, el jugador es enviado al comienzo de la etapa con toda la energía para empezar de nuevo. La energía máxima se puede aumentar mediante la destrucción de los generadores de energía en cada etapa. El jugador también puede invocar como una concha transmisión especial pulsando simultáneamente los botones simultáneamente. Estos incluyen un mega misil, una bomba de Flash, y una bola de Crush. [ 6 ] Recogiendo estos depósitos y su uso le costará al jugador cuatro puntos de energía. Picking these shells and using them will cost the player four energy points.
La versión Famicom en Japón fue lanzada en formato Famicom Disk System y a diferencia de su versión Occidental para NES, que el jugador marca completar el juego en una sola sesión, la versión de Disk System permite al jugador guardar sus progresos en uno de los tres archivos de guardado. Después de una larga partida, el jugador puede salir del juego y volver a donde lo habían dejado al cargar el archivo de salvado.
La localización al inglés del manual del juego, identifica al personaje principal como "Captain Commando", un personaje ficticio creado por Capcom EE. UU. que más tarde protagonizó su propio videojuego.